# Call Girl
Call Girl is een Zweedse dramafilm uit 2012. De film werd geregisseerd door Mikael Marcimain naar een scenario van Marietta von Hausswolff von Baumgarten. De cinematografie was in handen van de Nederlander Hoyte van Hoytema en Mattias Bärjed voorzag de film van een soundtrack vol synthesizers.
De film is geïnspireerd op de gebeurtenissen rond het Bordellhärvan-schandaal in de jaren 1970, waarin verschillende belangrijke Zweedse politici in verband werden gebracht met een prostitutieschandaal waar ook minderjarige meisjes bij betrokken waren. De film speelt tegen de achtergrond van het Stockholm uit de jaren 70 dat bekendstond om zijn progressieve ideeën zoals vrouwenemancipatie en de seksuele revolutie.

## Verhaal
De veertienjarige Iris loopt vaak weg van huis en belandt in een opvanghuis. De rebelse tiener gaat 's avonds vaak stiekem met haar vriendin Sonja naar de stad, waar ze madam Dagmar Glans ontmoet, die haar strikt voor haar prostitutiebedrijf. Dagmar is gespecialiseerd in het leveren van mooie jonge meisjes aan rijke en machtige mannen, waaronder hooggeplaatste politici.
In een andere verhaallijn zien we hoe de jonge zedenagent John Sandberg het escortbedrijf van Dagmar onderzoekt, maar in zijn onderzoek wordt tegengewerkt en zelfs met de dood wordt bedreigd.

## Rolverdeling
| Acteur          | Personage    |
| --------------- | ------------ |
| Sofia Karemyr   | Iris         |
| Simon J. Berger | John         |
| Josefin Asplund | Sonja        |
| Pernilla August | Dagmar Glans |

## Ontvangst
De film werd over het algemeen goed ontvangen en won de FIPRESCI Discovery prize op het internationaal filmfestival van Toronto 2012. Op het internationaal filmfestival van Stockholm in november 2012 won het de publieksprijs. Bij de Guldbagge-uitreiking van 21 januari 2013 was Call Girl elf keer genomineerd en won vier keer (cinematografie, scenografie, geluid en kostuums).
De toon van de film werd vaak vergeleken met die van Tinker, Tailor, Soldier, Spy waar zowel regisseur Marcimain als cinematograaf Van Hoytema eerder bij betrokken waren.